# ليه سترونج
ليه سترونج (بالإنجليزية: Les Strong)‏ (3 يوليو 1953 في المملكة المتحدة - ) هو لاعب كرة قدم بريطاني في مركز الدفاع. لعب مع كريستال بالاس ونادي برينتفورد ونادي روتشديل ونادي فولهام.